# Анадир
Ана́дир (на руски: Анадырь, на чукчи: Кагыргын) е град в Русия, административен център на Чукотски автономен окръг (в най-източната част от Далечния изток на страната), както и на неговия Анадирски район (без да влиза в състава му). Това е най-източният град в Русия.
Разположен е зад Северния полярен кръг, на десния бряг при устието на река Казачка, вливаща се в големия Анадирски залив на Берингово море. Разстоянието до Москва е 6200 километра. Температурите варират от +11 °C до –23 °C. Климатът е суров, субарктически, морски. Населението на града е от 15 604 души (2018), главно руснаци и чукчи.

## История
Основан е на 3 август 1889 година от Леонид Гриневецкий – военен лекар, полярен изследовател и естествоизпитател, когато започва изграждането на поста Ново Мариинск по указ на правителството. Преименуван е на Анадир през 1923 г., когато в града окончателно се установява съветска власт.
От 1927 г. е административен център на Анадирски район, а от 1930 г. – и на новосъздадения Чукотски национален окръг. През 1934 г. получава статут на селище от градски тип. Силен тласък за развитието на града е изграждането на голямо морско пристанище на лимана край града в края на 1950-те години. Получава статут на град на 12 януари 1965 г.

## Население
| 1926   | 1939   | 1959   | 1970   | 1973   | 1979   | 1989   |
| ------ | ------ | ------ | ------ | ------ | ------ | ------ |
| 224    | 3344   | 5859   | 7703   | 9000   | 12 241 | 17 094 |
| 1992   | 1996   | 2000   | 2002   | 2005   | 2007   | 2009   |
| 16 500 | 13 200 | 11 900 | 11 038 | 10 900 | 11 600 | 11 827 |
| 2010   | 2011   | 2012   | 2013   | 2014   | 2015   |        |
| 13 045 | 13 529 | 13 529 | 13 747 | 14 029 | 14 326 |        |

## Климат
Климатът в Анадир е морски субарктичен, с ниски температури целогодишно. Средната годишна температура тук е −6,9 °C, а средните годишни валежи са 346 mm.
| Климатични данни за Анадир            | Климатични данни за Анадир | Климатични данни за Анадир | Климатични данни за Анадир | Климатични данни за Анадир | Климатични данни за Анадир | Климатични данни за Анадир | Климатични данни за Анадир | Климатични данни за Анадир | Климатични данни за Анадир | Климатични данни за Анадир | Климатични данни за Анадир | Климатични данни за Анадир | Климатични данни за Анадир |
| Месеци                                | яну.                       | фев.                       | март                       | апр.                       | май                        | юни                        | юли                        | авг.                       | сеп.                       | окт.                       | ное.                       | дек.                       | Годишно                    |
| Абсолютни максимални температури (°C) | 5,8                        | 2,7                        | 3,0                        | 7,1                        | 19,3                       | 26,5                       | 30,0                       | 26,6                       | 17,7                       | 15,6                       | 4,6                        | 4,3                        | 30,0                       |
| Средни максимални температури (°C)    | −18,8                      | −18,3                      | −15,5                      | −9                         | 1,6                        | 10,7                       | 15,6                       | 13,6                       | 7,7                        | −2                         | −10,1                      | −15,6                      | −3,3                       |
| Средни температури (°C)               | −22,6                      | −22                        | −19,3                      | −12,8                      | −1,6                       | 6,3                        | 11,6                       | 10,1                       | 4,6                        | −4,6                       | −13,3                      | −19,3                      | −6,9                       |
| Средни минимални температури (°C)     | −26,2                      | −25,5                      | −22,8                      | −16,4                      | −4,4                       | 3,2                        | 8,6                        | 7,3                        | 2,0                        | −7,1                       | −16,4                      | −22,8                      | −10                        |
| Абсолютни минимални температури (°C)  | −46,8                      | −44,7                      | −42,1                      | −39,6                      | −28,2                      | −7,6                       | −1,2                       | −4,3                       | −11,8                      | −28,2                      | −38,8                      | −45,2                      | −46,8                      |
| Средни месечни валежи (mm)            | 45                         | 40                         | 33                         | 23                         | 13                         | 18                         | 34                         | 43                         | 31                         | 26                         | 34                         | 42                         | 382                        |
| ------------------------------------- | -------------------------- | -------------------------- | -------------------------- | -------------------------- | -------------------------- | -------------------------- | -------------------------- | -------------------------- | -------------------------- | -------------------------- | -------------------------- | -------------------------- | -------------------------- |
| Източник: Погода и Климат             |                            |                            |                            |                            |                            |                            |                            |                            |                            |                            |                            |                            |                            |

## Икономика
Основният отрасъл е риболовът. Анадир разполага с ТЕЦ и вятърна електроцентрала. В околностите се добиват злато и въглища.

## Побратимени градове
- Бетел, Аляска, САЩ[5]

## Галерия
- Улица в Анадир.
- Пристанището на града.
- Църква в Анадир.
- Изглед от морето.